# Benzilammina
La benzilammina è un composto chimico con formula di struttura C6H5CH2NH2, è un'ammina ottenuta legando il gruppo -NH2 a un gruppo benzilico. Si presenta sotto forma di liquido incolore dall'odore di ammoniaca. Alla temperatura di 300 °C subisce decomposizione.

## Sintesi
La benzilamminna viene sintetizzata essenzialmente nei seguenti modi:
- Reazione tra il cloruro di benzile e l'ammoniaca:

{\displaystyle \mathrm {C_{7}H_{7}Cl\ +\ NH_{3}\longrightarrow \ C_{7}H_{9}N\ +\ HCl} }
- Idrogenazione catalitica del benzonitrile:

- Amminazione riduttiva della benzaldeide:

{\displaystyle \mathrm {C_{7}H_{6}O\ +\ NH_{3}\longrightarrow \ C_{7}H_{7}N} }
{\displaystyle \mathrm {C_{7}H_{7}N\ +\ H_{2}\longrightarrow \ C_{7}H_{9}N} }

## Usi
La benzilammina è utilizzata nella sintesi di pigmenti e farmaci, oltre che come inibitore della corrosione. La benzilammina viene anche utilizzata per la sintesi di altre ammine: dopo averla alchilata con un alogenuro alchilico è infatti possibile rimuovere il gruppo benzilico tramite idrogenolisi, con il conseguente ottenimento di un'ammina secondaria (R2NH).